# Roedad Khan
Pour les articles homonymes, voir Khan (homonymie).
Roedad Khan (en ourdou : رؤداد خان) né le 28 septembre 1923 dans la division de Mardan (Inde britannique) et mort à Islamabad (Pakistan) le 21 avril 2024, est un fonctionnaire et homme politique pakistanais. Militant du mouvement pour le Pakistan, il contribue à faire basculer sa province natale, la Province de la Frontière-du-Nord-Ouest, vers la nouvelle nation. 
Haut-fonctionnaire après la fondation du pays, il devient ministre dans plusieurs cabinets de nombreux pouvoirs politiques, parfois opposés. Il travaille avec les dictateurs militaires Ayub Khan et Zia-ul-Haq et les dirigeants civils Zulfikar Ali Bhutto et Nawaz Sharif.